# Поводырь (фильм, 2013)
«Поводырь» (укр. Поводир) — украинский исторический драматический художественный фильм режиссёра и сценариста Олеся Санина, в основе сюжета которого — путешествие американского мальчика и украинского слепого музыканта по Советской Украине.
Премьера картины, намеченная на ноябрь 2013 года, была смещена на год в связи с событиями на киевском Майдане. Мировая премьера фильма состоялась в рамках Одесского международного кинофестиваля 16 июля 2014 года. В украинском прокате фильм с 12 ноября 2014 года.
Слоган фильма — «Закрой глаза. Смотри сердцем».

## Сюжет
Действие фильма происходит осенью-зимой 1932 года и зимой 1933 года на территории УССР. Американский инженер-коммунист Майкл Шемрок живёт в Харькове вместе со своим десятилетним сыном Питером. Майкл помогает молодому Советскому государству наладить сборку тракторов. Американец влюбляется в украинскую певицу Ольгу Левицкую и хочет сделать ей предложение. В Ольгу также влюблён уполномоченный ОГПУ Владимир, который всеми силами пытается избавиться от более удачливого конкурента.
Предчувствуя арест, Николай Сытник (один из высокопоставленных сотрудников ЦК КП(б)У) пытается через Майкла Шемрока передать британскому журналисту Гарету Джонсу в Москву документы, компрометирующие политику коллективизации и организации коммунистами массового голода на Украине. Не дожидаясь ареста, партийный функционер стреляется. Владимир видит, как Майкл получил документы и пытается организовать их кражу из чемодана американского инженера. Во время потасовки в вагоне поезда сотрудники ОГПУ убивают Майкла, а Питеру удаётся скрыться на проходящем поезде. Документы находятся среди личных вещей Питера, в первом издании «Кобзаря» Тараса Шевченко.
Волей случая Питер попадает в поводыри к слепому кобзарю — Ивану Кочерге. В прошлом Иван был командиром роты армии УНР, получил ранение в голову и ослеп. Кочерга учит Питера ремеслу поводыря, находит документы и пытается лично передать документы в Москву. Владимир во главе спецгруппы ОГПУ активно разыскивает Питера и документы. Ретроспективные кадры дают понять, что Владимир входил в состав роты армии УНР, которой командовал Иван, стал единственным бойцом, который предал своих товарищей, перешёл на сторону большевиков и принял участие в расстреле своих бывших товарищей.
Зимой 1932—1933 годов во время голода на Украине кольцо поиска сужается и Питера почти ловят, однако Кочерга, жертвуя своей свободой, помогает мальчику скрыться.
Питер добирается до Харькова и, примкнув к группе беспризорников, попадает в свою бывшую квартиру, где встречает Ольгу, которая была вынуждена выйти замуж за Владимира.
Советская власть, стараясь избавится от слепых кобзарей, как носителей чуждой свободолюбивой идеологии, открывает на них охоту — арестами и хитростью всех кобзарей собирают в одном месте и уничтожают. Во время акции уничтожения Ивану, которого по приказу Владимира привязали к столбу над местом казни, удаётся освободиться и в результате схватки с Владимиром они оба погибают.
Питер пытается предотвратить гибель кобзарей, однако это ему не удаётся. Впоследствии Питеру удаётся спастись и выехать из СССР на родину.

## В ролях

### В главных ролях
- Антон Святослав Грин — Питер Шемрок, сын Майкла Шемрока
- Станислав Боклан — Иван Кочерга, кобзарь
- Александр Кобзарь — Владимир, сотрудник ОГПУ
- Джамала — Ольга Левицкая, певица, актриса харьковского театра «Березиль»
- Ирина Санина — Орыся, жена Ивана
- Джефф Баррелл — Майкл Шемрок, предприниматель

### В ролях
- Фёдор Стригун — мастер Богдан
- Эдуард Безродный — Аркадий
- Владимир Беляев — Мирон
- Олег Примогенов — Николай Сытник
- Андрей Билоус — комдив
- Тарас Компаниченко — бандурист Тарас
- Тарас Денисенко — фольклорист
- Борис Георгиевский — Матрос, председатель колхоза
- Александр Гетманский — комиссар ОГПУ
- Андрей Франчук — Гаррис
- Пётр Панчук — Панотец кобзарей
- Василий Баша — председатель музкомисии
- Игорь Гнездилов — руководитель взрывных работ
- Владимир Шпудейко — диктор и чечёточник
- Сергей Малюга — милиционер на ярмарке
- Василий Бендас — Борис, продавец газет
- Вероника Шостак — Наталка
- Мирослав Юзефович — Кучугура
- София Билаш — Софийка

### В эпизодах
- Сергей Жадан — Михайль Семенко, поэт[4]
- Александр Ирванец
- Остап Годлевский — поводырь
- Андрей Кацюба — поводырь
- Игорь Засядкевич
- Орест Кацюба
- Пётр Шеверда

## Съёмочная группа
- Авторы сценария: Олесь Санин, Александр Ирванец, Ирен Роздобудько, Пол Волянски
- Режиссёр-постановщик: Олесь Санин
- Оператор-постановщик: Сергей Михальчук
- Художники-постановщики: Сергей Якутович, Влад Одуденко
- Композитор: Алла Загайкевич
- Художники по костюмам: Гала Отенко, Александра Стёпина
- Художники по гриму: Ирина Солодовская
- Автор песни «Квіти мають очі»: Джамала
- Национальный заслуженный академический симфонический оркестр Украины (дирижёр: Владимир Сиренко)
- Струнный квартет «Collegium»
- Группа «Джазбенд»
- Киевский биг-бенд «Big Jump Band»
- Продюсеры: Максим Асадчий, Игорь Савиченко, Олесь Санин

## Создание
Желание рассказать историю репрессий кобзарей возникло у режиссёра в 2003 году, но найти деньги на фильм удалось только в 2007 году. Съёмки прерывались из-за отсутствия денег и завершить фильм удалось только в 2012 году. Через год фильм был показан на Канском кинофестивале. Премьеру планировали в ноябре 2013. События на киевском Майдане отложили её.
Часть средств на создание фильма были переданы Арсением Яценюком.

Бандуристов расстреляли в Ровенской области. Однако нам не удалось отыскать подлинное место и мы решили снимать во Львовской области. При этом из-за переменчивой погоды съёмки многих эпизодов пришлось переносить: была осень, и температура там менялась от 0 до 22 градусов. А когда завершили работать над финальной сценой, где лирников пытались утопить, то актёров буквально пришлось разыскивать под снежными завалами…— Олесь Санин, режиссёр фильма
В прокате фильм адаптирован для незрячего зрителя — используется технология тифлоперевода.
Для Станислава Боклана и нескольких кобзарей были заказаны специальные линзы из США, в которых актёры ничего не видели.
Специально для съёмок восстановили первый трактор Харьковского тракторного завода, выпущенный в 1931 году. До того он 50 лет простоял на постаменте перед предприятием.
После проката картины готовится её 4-серийная телевизионная версия.
Прототипом персонажа Николая Сытника стал Николай Скрипник. Прототипом певицы Ольги стала одна из актрис театра «Березиль», актёры этого театра позировали для фигур около памятника Т. Г. Шевченко в Харькове — этот факт и изображён в фильме, когда Ольга позирует скульптору.
Съёмки фильма производились в Харькове, Переяславе, Киеве, Триполье, Новгород-Северском, в Ровенской, Сумской, Львовской областях и на Волыни.

### Кастинг
Изначально исполнителем главной роли слепого кобзаря должен был стать американский актёр Джек Пэланс. Однако после его смерти в 2006 году на роль был приглашён заслуженный артист Украины Станислав Боклан.
Роль маленького поводыря Питера Шемрока исполнил Антон Святослав Грин, мальчик украинского происхождения, живущий в Детройте. Он — внук украинского диссидента Михаила Хмары, осуждённого советской властью на 34 года лагерей.
Роль американского инженера Майкла Шемрока исполнил голливудский актёр Джефф Баррелл, который одновременно со съёмками у Санина работал у Ларса фон Триера в «Нимфоманке».
Супругу Ивана Кочерги, Орысю, сыграла жена режиссёра фильма Ирина Санина.
В фильме сыграли около 200 незрячих актёров, большинство из них — музыканты, в частности в фильме сыграл бандурист Тарас Компаниченко.

### О фильме
Мы старались сломать стереотипы шароварщины, избавиться от негативных шаблонов украинской культуры— Алла Загайкевич, композитор фильма на пресс-конференции по случаю мировой премьеры фильма

Очень важный день в моей жизни. День, когда я предстану перед зрителями как драматическая актриса в фильме Олеся Санина «Поводырь»— Джамала на своей страничке в Facebook

Сказать, что я поражён — это ничего не сказать. Нынешняя премьера — выдающееся событие украинского кинематографа.— министр культуры Украины Евгений Нищук после премьеры фильма

## Релиз
Лента вышла в украинский широкий прокат 12 ноября 2014. Выходу картины предшествовала промо-кампания в 2,5 миллиона гривен.
На востоке Украины, в частности в Мариуполе и Краматорске, около 10 кинотеатров отказались демонстрировать ленту якобы «из-за боязни совершения терактов». Несмотря на отказ некоторых кинотеатров на востоке Украины показывать ленту, фильм все равно демонстрировали бойцам Украинской Армии, которые дислоцировались на востоке Украины в районе АТО.
21 февраля 2015 на телеканале «Интер» состоялась телепремьера фильма в версии для кинотеатров. 

## Кассовые сборы
Лента стартовала в украинском прокате 12 ноября 2014 тиражом 130 копий.
За первый уикенд проката (13-16 ноября) фильм собрал $ 265 тыс. За этот период его посмотрели 94,8 тыс. зрителей. На тот момент это был лучший результат бокс-офиса украинских фильмов. [23] С топовой десятки украинского кинопроката «Поводырь» вышел лишь на 9 неделю своего проката. Общий сбор фильма составлял более 14 миллионов гривен.

## Достоверность событий

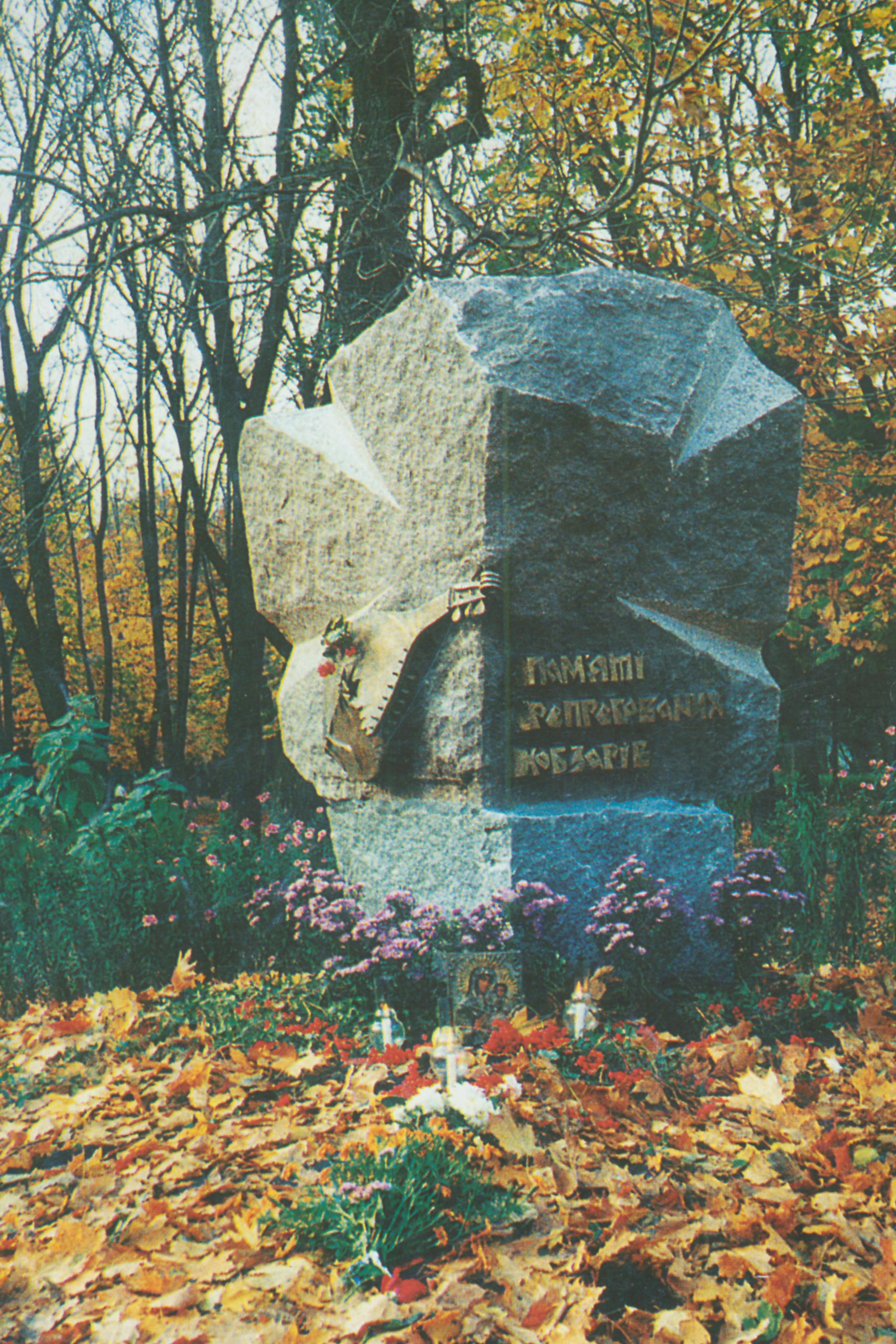
Памятный знак репрессированным кобзарям, бандуристам, лирникам в Харькове.

Основой сюжета служит предположение о жестокой расправе власти со слепыми кобзарями и лирниками, которая произошла в Харькове (тогдашней столице УССР). Документов, подтверждающих факт такой расправы, не существует (возможно, уничтожены либо не рассекречены).

В начале декабря 1930 года в Харьковском оперном театре состоялся съезд народных певцов Советской Украины, куда с разных областей были свезены 337 делегатов. Основным заданием съезда был вопрос активного привлечения народных певцов к социалистическому строительству, отходу от исполнительских традиций и определение новых идеологических приоритетов. Незрячих певцов под поводом поездки на съезд народных певцов народов СССР, который должен был состояться в Москве, погрузили в эшелон и отвезли к околицам ст. Казачья Лопань. Поздно вечером вывели из вагонов в лесополосу к заблаговременно выкопанным траншеям. Выстроив незрячих кобзарей и их малолетних поводырей в одну шеренгу, отряд особого отдела НКВД УССР начал расстрел… Когда всё было завершено, тела расстрелянных забросали известью и присыпали землёй. Музыкальные инструменты спалили рядом.— кобзарь-публицист Николай Литвин
По предположению Вахтанга Кипиани, история о расстреле кобзарей могла родиться вследствие исчезновения с базарных площадей местечек и сел в 30‑е годы слепых акынов, которых, скорее всего, арестовывали как нарушителей закона о запрете бродяжничества и попрошайничества.

## Признание и награды
- 16 июля 2014 — Одесский международный кинофестиваль (Одесса, Украина)[19]:
  - Специальный диплом — оператор Сергей Михальчук за визуальное решение фильма «Поводырь»
  - «Золотой Дюк» в номинации «Лучшая актёрская работа» — Станислав Боклан
- 10 октября 2014 — Варшавский кинофестиваль (Польша)[20]:
  - Номинация на Гран-при фестиваля
- Кандидат на премию «Оскар» в категории «Лучший фильм на иностранном языке» от Украины.[21][22][23] В шорт-лист фильм не вошёл
- За первые четыре дня «Поводырь» заработал $259,5 тыс., согласно данным Box Office Mojo. Так, картина Олеся Санина обогнала по премьерным сборам предыдущего украинского рекордсмена — комедийный хоррор «Тени незабытых предков», собравшего год назад кассу в $251 тыс.[24]